# Залесе (гміна Коритниця)
Залесе (пол. Zalesie) — село в Польщі, у гміні Коритниця Венґровського повіту Мазовецького воєводства.
Населення — 103 особи (2011).
У 1975-1998 роках село належало до Седлецького воєводства.

## Демографія
Демографічна структура станом на 31 березня 2011 року:
|          | Загалом | Допрацездатний вік | Працездатний вік | Постпрацездатний вік |
| -------- | ------- | ------------------ | ---------------- | -------------------- |
| Чоловіки | 51      | 8                  | 34               | 9                    |
| Жінки    | 52      | 8                  | 30               | 14                   |
| Разом    | 103     | 16                 | 64               | 23                   |